# 270e division d'infanterie
Pour les articles homonymes, voir 270e division.
La 270e division d'infanterie (en allemand : 270. Infanterie-Division ou 270. ID) est une des divisions d'infanterie de l'armée allemande (Wehrmacht) durant la Seconde Guerre mondiale.

## Création
La 270e division d'infanterie est formée le 22 mai 1940 à Hambourg dans le Wehrkreis X en tant qu'élément de la 10. Welle (10e vague de mobilisation).
Toutefois, sa formation est terminée le 22 juillet 1940 après l'armistice avec la France.
La division est reformée le 21 avril 1942 dans le Nord de la Norvège à partir du Küstenschutzverband Tromsö. Elle a pour tâche des fonctions de sécurité et de défense côtière, qu'elle réalise jusqu'à la fin de la guerre avant sa capture par les forces britanniques.

## Organisation

### Commandants
| Date                        | Grade           | Commandant     |
| --------------------------- | --------------- | -------------- |
| 22 mai 1940 - Juillet 1940  | ?               | ?              |
| Reformation                 |                 |                |
| ? avril 1942 - 17 août 1943 | Generalleutnant | Ralf Sodan     |
| 17 août 1943 - 8 mai 1945   | Generalleutnant | Hans Brabänder |

### Officiers d'opérations (Generalstabsoffiziere (Ia))
| Date                             | Grade               | Commandant            |
| -------------------------------- | ------------------- | --------------------- |
| 22 mai 1940 - Juillet 1940       | ?                   | ?                     |
| Reformation                      |                     |                       |
| 21 avril 1942 - 26 novembre 1944 | Oberstleutnant i.G. | Fritz Hartmann        |
| 25 novembre 1944 - Mai 1945      | Oberstleutnant i.G. | Hans-Georg Biedermann |

## Théâtres d'opérations
- Allemagne : juin 1940 - octobre 1940
- Norvège : avril 1942 - mai 1945

## Ordres de bataille
1940
- Infanterie-Regiment 565
- Infanterie-Regiment 566
- Infanterie-Regiment 567
- Artillerie-Abteilung 270
- Divisionseinheiten 270

1942
- Grenadier-Regiment 341
- Festungs-Grenadier-Regiment 856 (seulement l'état-major, formé en juillet 1943)
  - Festungs-Bataillon 643
  - Festungs-Bataillon 648
  - Festungs-Bataillon 660
- Artillerie-Abteilung 270
- Panzerjäger-Kompanie 270
- Pionier-Kompanie 270
- Nachrichten-Kompanie 270
- Kommandeur der Divisions-Nachschubtruppen 270